# José Maiques Campos
José Maiques Campos (Benifaió, 31 d'octubre del 1923 - 23 de gener de 2003) fou un fotògraf valencià.
Fill de llaurador i operari a la planta de Laisa a Benifaió, treballa pluriempleat com a operador als cinemes de Benifaió i Almussafes. Obri el seu estudi de fotografia el 1952, i el 1962 es trasllada al seu lloc definitiu, al carrer Santa Bàrbara de Benifaió.
A l'estudi treballaren José Cruz i el retocador Vicent Costa, qui també treballà per a Ismael Latorre, en Alginet. A finals de la dècada del 1960 les seues filles comencen a treballar, i el 1975 obrin un segon estudi en Almussafes. José Maiques es jubila el 1988, i les seues filles continuarien el negoci fins a la seua jubilació el 2016.
Aquell mateix any es comença a exposar el fons fotogràfic de Maiques al Centre Cultural Enric Valor i a l'Ajuntament de Benifaió.
Les filles Concepción i Mª Carmen Maiques Montrull han fet donació del fons a l'Ajuntament de Benifaió el 2020 como a Fons Incorporat de l'Arxiu Municipal de Benifaió.
El fons fotogràfic de José Maiques conté una ingent quantitat de negatius, des de 1952 i d'imatges digitalitzades, fins 2014. Recentment el fons ha estat objecte d'una nova reinstal·lació i quantificació, certificant l'existència de més de 780.000 imatges, de les quals, 250.000 són negatius amb una antiguitat superior als quaranta anys (1952-1984). El fons fotogràfic José Maiques es presenta així com un dels més importants fons fotogràfics de la Comunitat Valenciana.
D'aquest negatius, més de 47.000 corresponen ls primers anys de producció (1952-1972). El seu contingut abraça un ventall de temàtiques, com són actes socials i institucionals, urbanisme, aspectes etnològics, història local, tradició agrícola i industrial, espampes popular, festes i esports, fotos d'estudi i reportatges de festes, tant de la localitat de Benifaió, com d'altres de l'entorn (Almussafes, Sollana, El Romaní, Llombai...) En el seu conjunt, constitueix un excepcional testimoni etnològic i antropològic de la cultura valenciana.
El 2024 es concedeix el 'Premi Ciutat de Benifaió' al seu estudi fotogràfic per la donació a l'arxiu municipal de la seua producció fotogràfica.